# Antonio Infantino
Antonio Infantino (Sabaudia, 6 aprile 1944 – Firenze, 30 gennaio 2018) è stato un cantautore e poeta italiano, tra i maggiori esponenti della musica etnica meridionale.
Parte della sua carriera è legata ai Tarantolati di Tricarico, formazione da lui fondata e una delle più rappresentative della scena etnica del Mezzogiorno. Attivo anche come compositore di colonne sonore per teatro e cinema, nonché autore di poesie e pittore, ha influenzato artisti come Eugenio Bennato, Carlo D'Angiò, Peppe Barra, Teresa De Sio, Giovanna Marini e Vinicio Capossela.
In un articolo sul Corriere della Sera dei primi anni ottanta, Fernanda Pivano lo ha definito «un personaggio che incarna in senso letterale alcune tra le cose migliori della cultura e dello spettacolo di questi ultimi quarant'anni».

## Biografia

### Inizi
Nasce a Sabaudia, nel Lazio, da Giuseppe e Angela, entrambi insegnanti di origini contadine, provenienti dalla Basilicata. Al momento della nascita, suo padre è militare di stanza a Terracina. Terminata la guerra, la famiglia ritorna nel paese d'origine, Tricarico, dove Infantino trascorre la sua infanzia. Nel 1954 si sposta a Potenza, in cui frequenta il liceo classico "Quinto Orazio Flacco". Successivamente, si stabilisce a Firenze dove si laurea con lode in architettura presso l'università locale, ottenendo in seguito la cattedra di arte dei giardini nella medesima facoltà.
A partire dal 1964 matura varie esperienze artistiche, spaziando dalla musica performativa e gestuale all'elettronica e free jazz, con Vittorio Gelmetti, Sylvano Bussotti, Pietro Grossi, Charlotte Moorman, Giuseppe Chiari, Alvin Curran, e con altri artisti di poesia visiva. Nel 1966 comincia ad esibirsi dal vivo, al Folkstudio di Roma e al Nebbia Club di Milano, divenendo uno dei protagonisti del beat italiano, come documenta Fernanda Pivano in Mondo Beat ed un ritaglio del Corriere della Sera dell'epoca, quando passò una notte in cella dopo essersi aggirato per Milano con la corona di una Madonna in testa.
Nel gennaio 1967 la Feltrinelli pubblica un quaderno di sue poesie dal titolo I denti cariati e la patria 1966, con introduzione della stessa Pivano, che si rivela uno dei più alti esempi di beat italiano, tanto che Infantino viene invitato a tenere delle letture insieme ad Allen Ginsberg. Nel 1968 esce il suo primo album, Ho la criniera da leone (perciò attenzione), registrato a Milano con gli orchestrali della Scala per la Ricordi. Nello stesso anno incide assieme a Enzo Del Re un EP senza titolo ma noto ufficiosamente come Il generale Westmoreland, in occasione della campagna elettorale del Partito Comunista Italiano per le elezioni politiche di quell'anno. Nel 1969 collabora con Dario Fo e Franca Rame per lo spettacolo Ci ragiono e canto n. 2, componendo e interpretando sempre con Del Re i brani "Avola" e "Povera gente", che narrano, rispettivamente, l'eccidio di Avola e la piaga dell'emigrazione meridionale. Nel 1974 scrive "Laudet et benededicitet", interpretata da Del Re nel suo album Il banditore.

### Carriera

Infantino con i Tarantolati di Tricarico negli anni settanta

Nel 1975 fonda i Tarantolati di Tricarico, a cui hanno partecipato negli anni decine di musicisti, con i quali, stravolgendo e reinventando il repertorio tradizionale della Basilicata, crea un canzoniere nuovo e composito, in cui il tarantismo, oltre ad un significato folcloristico, assume un messaggio di natura sociale e politica. Si passa dalle ninne nanne alle filastrocche infantili, ai canti di festa e di denuncia contro i problemi atavici del Meridione quali disoccupazione ed emigrazione, il tutto basato spesso su ritmi ossessivi e ipnotici, suonati con strumenti poveri della tradizione meridionale, come il cupo cupo, accompagnati da chitarra battente e percussioni. Con i Tarantolati di Tricarico pubblica tre dischi incisi per la Fonit Cetra: I Tarantolati (1975), La Morte Bianca - Tarantata dell'Italsider (1976), Follie del Divino Spirito Santo (1978).
Nel 1977 partecipa al Premio Tenco, facendo ballare per la prima volta il pubblico dell'Ariston di Sanremo. Nel 1975 si reca in Brasile dove, con la partecipazione attiva di popolazione e scuole di samba, unisce i due generi musicali, taranta e samba, pubblicando La tarantola va in Brasile, che vede anche il contributo di Fafá de Belém. Sempre in Brasile, esercita la professione di architetto progettando istituti religiosi, sistemazioni urbane, centri sanitari e strutture alberghiere nell'area di San Paolo.

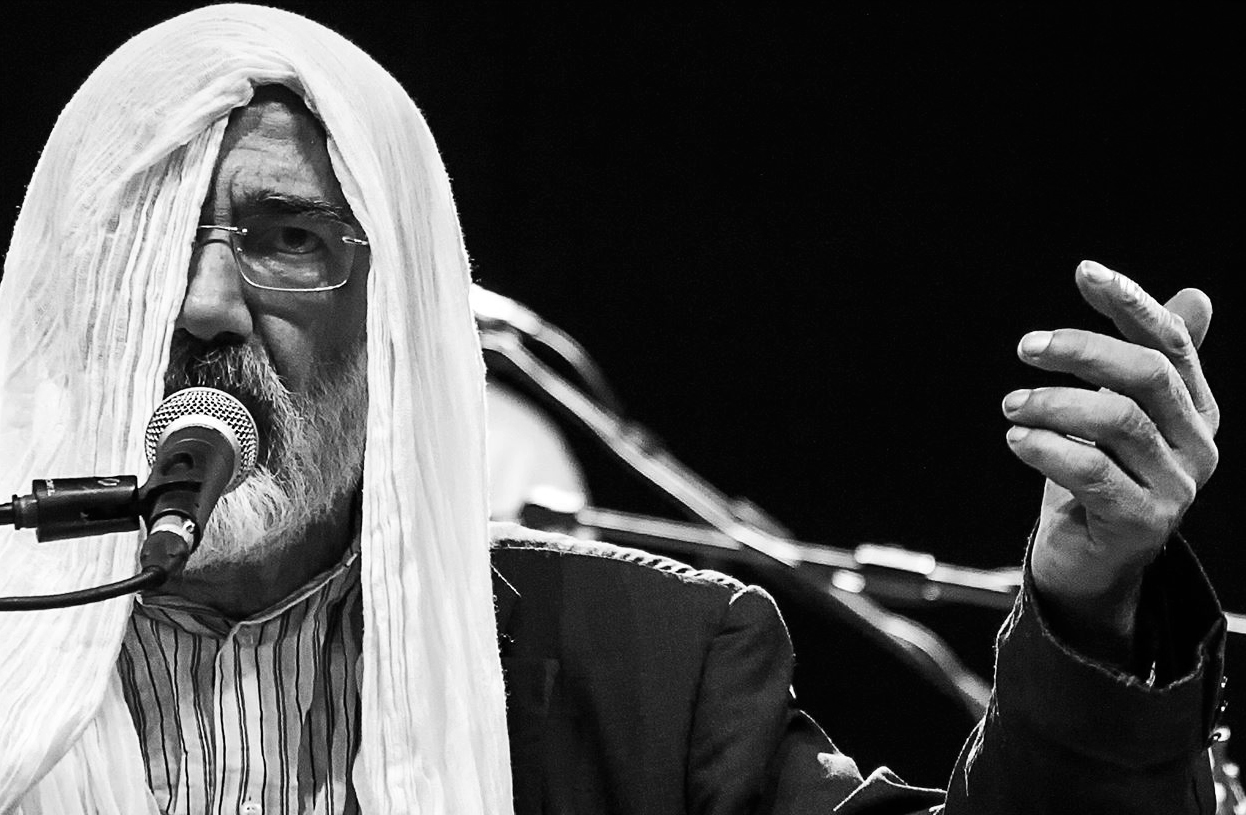
Infantino in concerto nel 2012

Nel 1983 torna a collaborare con Dario Fo musicando il suo Arlecchino in occasione della Biennale di Venezia. Nel 1984 compone l'opera La fattoria degli animali, utilizzando campionamenti di versi di animali reali. Successivamente, firma la colonna sonora di alcuni film come Ternosecco di Giancarlo Giannini e Vincere per vincere di Stefania Casini.
Nel 1989 compone le musiche per lo spettacolo Tricolore triste, allestito ad Anversa dal gruppo teatrale belga Nieuwe Scene. Per la stessa compagnia scrive testi e musiche per La nave dei folli (1991), spettacolo che ripercorre l'evoluzione del teatro comico nei millenni. Dello spettacolo Infantino cura anche le scenografie e i costumi. Sempre in Belgio, dipingendo quadri, indaga sui rapporti tra musica e colore pittorico, ricevendo il premio e la laurea honoris causa in Belle Arti da parte dell'Accademia Reale Fiamminga.
Nel 1996 presenta, con i Tarantolati di Tricarico, l'album Tarantella Tarantata ed espone dei suoi quadri presso il Parlamento Europeo di Bruxelles, in una mostra dal titolo Danza Cosmica: danza, suono, colore. Nel 1997, assieme ai 99 Posse, riedita "La gatta mammona", uno dei suoi componimenti più rappresentativi. Nel 1998 pubblica Succhà, una nuova antologia di poesie edita dalla City Lights Bookstore di Lawrence Ferlinghetti.

### Ultimi periodi

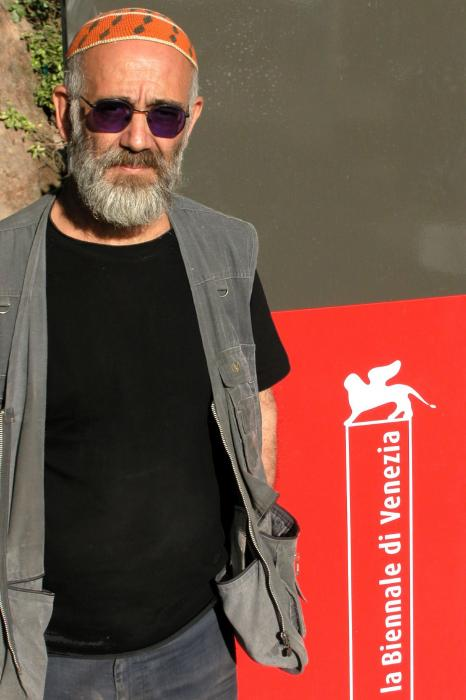
Infantino alla Biennale di Venezia, 2012

Nel 2000, il suo spettacolo Tara'n Trance chiude ufficialmente il Carnevale di Venezia in Piazza San Marco, riscuotendo successo di critica e di pubblico. L'opera si caratterizza per la presenza corale di diverse discipline artistiche e tecniche che coinvolgono costantemente il pubblico fra danze, musica, arti visive. Tara'n Trance verrà pubblicato quattro anni dopo in CD.
Nel 2004 è invitato come ospite speciale alla Biennale di Venezia. Nel 2007 la Deja-vu Rétro pubblica e distribuisce Antology of Tarantella, cofanetto multimediale articolato in cinque supporti tra CD audio e DVD. Nello stesso anno è ospite nell'album Avanti Pop dei Têtes de Bois, in cui suona il cupo cupo nella traccia "InTricarico".
Nel 2009 partecipa nuovamente alla Biennale di Venezia con installazioni e performance sul tema "La danza delle api", in cui analizza il linguaggio e i comportamenti degli insetti. Nel 2015 partecipa alle registrazioni del disco Canzoni della cupa di Vinicio Capossela. Nel 2016 Infantino si esibisce al concerto del Primo Maggio di Roma con lo stesso Capossela e apre, a Melpignano, il concerto della Notte della Taranta.
Nel 2017, riceve il premio UNPLI dalla regione Basilicata, con la motivazione di "grande interprete della più antica tradizione musicale risalente al popolo anellenico degli Enotri".
Muore nella sua abitazione a Firenze a causa di un malore, il 30 gennaio 2018, all'età di 73 anni. Le esequie si sono svolte a Tricarico, a cui hanno partecipato anche Capossela e la cittadinanza locale.
Nel 2024 nasce a Tricarico il Circolo Culturale Antonio Infantino.

## Vita personale
Infantino era sposato con una donna inglese, conosciuta a Firenze, da cui ha avuto tre figlie.

## Discografia

### Album in studio
- 1968 – Ho la criniera da leone (perciò attenzione) (Ricordi)
- 1975 – I Tarantolati (Come "Antonio Infantino ed il Gruppo di Tricarico", Fonit Cetra)
- 1976 – La Morte Bianca - Tarantata dell'Italsider (Come "Antonio Infantino ed il Gruppo di Tricarico", Folkstudio)
- 1978 – Follie del Divino Spirito Santo (Fonit Cetra)
- 1979 – La tarantola va in Brasile (Polygram)
- 1996 – Tarantella Tarantata (Amiata Records)
- 2004 – Tara'n Trance (Amiata Records)

### EP
- 1968 – Il Generale Westmoreland (PCI)

### Compilation
- 1994 – I Tarantolati (Playgame Music)
- 2006 – Anthology of Taranta & Tarantella (Recording Arts)

### Colonne sonore
- 1987 – Ternosecco, regia di Giancarlo Giannini
- 1988 – Fun Jump, regia di Stefania Casini
- 1990 – I cavalieri del cross, regia di Stefania Casini
- 1990 – Scheggia di vento, regia di Stefania Casini
- 1990 – Vincere per vincere, regia di Stefania Casini

### Collaborazioni
- 2007 – Avanti Pop dei Têtes de Bois
- 2016 – Canzoni della cupa di Vinicio Capossela

## Filmografia
Attore
- The fabulous trickster, regia di Luigi Cinque (2018) - documentario
- Lucania, regia di Gigi Roccati (2018)

## Libri
- 1967, I denti cariati e la patria 1966, con prefazione di Fernanda Pivano, edito dalla Feltrinelli
- 1996, Danza cosmica, colore, suono ed architettura, edito dal Consiglio Regionale di Basilicata
- 1998, Succhà, edito da City Lights Bookstore ISBN 88-87159-03-3
- 2024, I denti cariati e la patria, Eretica Edizioni ISBN 9788833445656